# 宇都宮基師
宇都宮 基師（うつのみや もとし、1939年（昭和14年）9月27日 - ）は日本のアナウンサー。南海放送で長くアナウンサーを務めた。愛媛県八幡浜市出身。通称「よもだのもっくん」。

## 人物
- 愛媛県立八幡浜高等学校から立教大学へ進む。大学在学中は放送研究会に所属[1]。卒業後、1964年に南海放送に入社した。アナウンサーとして、なんかいNEWS530のキャスター、スポーツ中継の実況を務めた。
- 南海放送ラジオで1970年代人気深夜番組だった「WAI-YOUNG」（0:30～1:00）の金曜と土曜を担当した。
- 定年退職後は松山中央商店街にあるグリッププラザ松山店のカウンセリングルームのスタッフや南海放送ラジオ「Week-endグリップC@fe」（土曜16：00～17：00）のパーソナリティとして活躍している。
- 大の競輪ファンでもあり、瀬戸風バンク（松山競輪）応援隊長として競輪コンシェルジュも勤めている。